# L'essenziale
L'essenziale är en låt framförd av den italienska sångaren Marco Mengoni.

## Eurovision
Den 18 mars 2013 blev det klart att låten kommer att vara Italiens bidrag i Eurovision Song Contest 2013. Låten placerade sig på sjunde plats i finalen som hölls i Malmö.